# Cry Me a River (Arthur Hamilton)
Cry Me A River is een Amerikaanse song, geschreven door Arthur Hamilton, uitgegeven in 1953 en bekend geworden door de uitvoering van Julie London. Dit nummer mag niet verward worden met het gelijknamige nummer van Justin Timberlake.
Hamilton schreef het nummer nadat Julie London, met wie hij nog samen op de highschool had gezeten, hem had verteld dat haar echtgenoot, regisseur en producer Jack Webb, nieuwe jazz- en bluesnummers zocht voor een toekomstige productie getiteld Pete Kelly's Blues. Het bluesy nummer zou in de film worden gezongen door Ella Fitzgerald, maar uiteindelijk werd het niet gebruikt.
Nadat Julie London in 1954 scheidde van Jack Webb, leerde ze jazzpianist en toekomstige tweede echtgenoot Bobby Troup kennen, die haar overhaalde om een lp met jazzstandards op te nemen voor Liberty Records. Cry Me A River was het enige nieuwe nummer op de plaat Julie Is Her Name. Het werd als single uitgebracht en werd meteen Liberty's eerste grote hit: het klom tot nummer 9 op de Billboard-hitparade. Julie zong het ook in de film The Girl Can't Help It. In 1960 bracht ze een nieuwe versie van het nummer uit op single.
Het nummer is sedertdien zelf een standard geworden en tientallen artiesten hebben het opgenomen, onder wie Ella Fitzgerald in 1961, Joe Cocker op zijn lp Mad Dogs and Englishmen, Aerosmith op de lp Rock in a Hard Place en Susan Boyle, om maar enkelen te noemen. Een Franse vertaling, Pleurer des rivières, is opgenomen door Eddy Mitchell en Viktor Lazlo.
- Library of Congress Control Number: no2010204268
- MusicBrainz work: 29641434-08ec-34f5-80e2-81098b74da9a
- Virtual International Authority File: 184587435